# Cleorodes ziczagaria
Cleorodes ziczagaria là một loài bướm đêm trong họ Geometridae.